# Ainsi soient-ils
Pour les articles homonymes, voir Ainsi soit-il.
Ainsi soient-ils (titre de travail : Ministères, titre allemand : Dein Wille geschehe, c’est-à-dire « Que ta volonté soit faite ») est une série télévisée dramatique française créée par David Elkaïm, Bruno Nahon, Vincent Poymiro et Rodolphe Tissot, produite par Zadig Productions et Arte France. Elle comprend trois saisons qui sont diffusées du 11 octobre 2012 au 22 octobre 2015 sur Arte.
La série relate l'histoire de cinq jeunes hommes, aux parcours et aux motivations diverses, qui entrent au séminaire des Capucins à Paris en vue de devenir prêtres, dans le contexte du XXIe siècle en France.
La première saison, en 8 épisodes de 52 min, diffusée en France sur Arte à partir du 11 octobre 2012, obtient le prix de la meilleure série française au festival Séries Mania de Lille en 2012.  Elle est reprise à partir du 11 juillet 2013 sur TV5 Québec Canada et à partir du 7 novembre 2013 sur la chaîne La Une de la RTBF (Belgique). Elle est également diffusée à partir du 24 septembre 2013 sur la chaîne privée italienne La EFFE, sous le titre Uomini di fede (Hommes de foi). 
La deuxième saison est diffusée sur Arte à partir du 2 octobre 2014. À cette occasion, Arte propose un Intranet des Capucins sur le site consacré à la série. Comprenant elle aussi 8 épisodes de 52 min, elle est également couronnée du prix de la meilleure série française au festival Série Mania en avril 2014, quelques mois avant sa diffusion publique. Elle reçoit aussi le prix de la meilleure série aux Lauriers de l'Audiovisuel.
La troisième et dernière saison est diffusée sur Arte à partir du 8 octobre 2015.
Les saisons 2 et 3 sont nommées par l'ACS (l'Association des critiques de séries) à chaque fois dans les catégories meilleure série, meilleurs scénaristes, meilleur réalisateur et meilleur producteur. En 2016, elle obtient d'ailleurs le prix du meilleur acteur pour Jacques Bonnaffé qui y incarne Monseigneur Poileaux, le président de la Conférence des évêques de France.
Les trois saisons ont été diffusées sur YLE Teema, service public finlandais, chaîne culturelle, en 2015 et 2016 (la troisième pendant les vacances de Pâques en mars).

## Fiche technique
- Réalisateurs : Rodolphe Tissot (épisodes 1.1 à 1.4, 2.1 à 2.8 et 3.1 à 3.8), Elizabeth Marre et Olivier Pont (épisodes 1.5 à 1.8)
- Scénaristes : Vincent Poymiro et David Elkaïm d'après une idée de Bruno Nahon
- Directeur artistique : Rodolphe Tissot
- Consultante Scénario : Violaine Bellet (saison 1)
- Musique : Jean-Pierre Taïeb
- Image : Pénélope Pourriat
- Décors : Marie-Hélène Sulmoni
- Montage : Tina Baz (épisodes 1.1, 1.2, 1.3, 1.4, 2.1, 2.4, 2.5, 2.8, 3.7 et 3.8), Julia Gregory (épisodes 1.5, 1.6, 1.7 et 1.8), Franck Nakache (épisodes 2.2 et 2.3), Mathilde Van de Moortel (épisodes 2.6 et 2.7), Célia Lafitedupont (épisodes 3.1, 3.2, 3.5 et 3.6) et Laurent Rouan (épisodes 3.3 et 3.4).
- Production : Arte France, Zadig Productions, en collaboration avec AVRO et TV5 Monde et BackUp Films
- Producteur exécutif : Philippe Delest

## Distribution

### Personnages principaux et récurrents
| - Jean-Luc Bideau : Père Étienne Fromenger, (ancien) directeur du séminaire des Capucins - Thierry Gimenez : Père Dominique Bosco, le bras droit du Père Fromenger, puis directeur des Capucins - Michel Duchaussoy : Monseigneur Joseph Roman, président de la Conférence des évêques de France (saison 1) - Jacques Bonnaffé : Monseigneur Poileaux, président de la Conférence des évêques de France (saisons 2 et 3) - Julien Bouanich : Yann Le Megueur - David Baiot : Emmanuel Charrier - Clément Manuel : Guillaume Morvan - Clément Roussier : Raphaël Chanseaulme - Samuel Jouy : José Del Sarte - Céline Cuignet : sœur Antonietta, l'assistante du Père Fromenger - Corinne Masiero : Zivka, l'infirmière qui soigne le père Bosco (saisons 2 et 3) - Yannick Renier : Père Abel, un jeune prêtre et enseignant aux Capucins (saison 2) puis responsable des formations à la Conférence des évêques de France (saison 3) - Frans Boyer : Baptiste Dawes, séminariste de 6e année (saison 1) puis jeune prêtre (saison 2) - David Chenaud : Aulien, séminariste de 5e (saison 1) puis de 6e année (saison 2) - Julien Gaspar-Oliveri : Corentin, un nouveau séminariste (saisons 2 et 3) - Christophe Grégoire : Père Soubiran, le spécialiste en communication - Daniel Delabesse : Père Gicard, un confrère de Monseigneur Roman (saisons 1 et 2) - Nicolas Beaucaire : Père Valéry, l'assistant de Monseigneur Roman puis de Monseigneur Poileaux | - Guy Denize : Père Honoré Cheminade, doyen du séminaire et professeur d'hébreu biblique - Gauthier Baillot : Père Devernis - Jacques Develay : Père Legouvier - Gaby Fragnaud : Odile Morvan, la sœur de Guillaume (saisons 1 et 2) - Christiane Millet : Maryse Morvan, la mère de Guillaume (saisons 1 et 2) - Anthony Bastié : Gaspard, l'ami de Mme Morvan (saisons 1 et 2) - Alizée Fortin : Fabienne, la cheftaine scout du Juch, amie de Yann - Sarah-Jane Sauvegrain : Anne-Cécile Chanseaulme, la belle-sœur de Raphaël (saisons 1 et 2) - François-Régis Marchasson : Antoine Chanseaulme, le père de Raphaël (saisons 1 et 2) - Nathalie Roussel : Catherine Chanseaulme, la mère de Raphaël (saisons 1 et 2) - Elea Pineau : Elise Chanseaulme, nièce de Raphaël (saisons 1 et 2) - Lali Pineau : Adèle Chanseaulme, nièce de Raphaël (saisons 1 et 2) - David Geselson : Élie, l'ami de José au centre de rééducation (saisons 2 et 3) - Isabelle Mazin : Cantinière à la Conférence des évêques de France (saisons 2 et 3) - Jean-Yves Gautier : Monseigneur Gandz, conseiller du pape - Grégoire Oestermann : Monseigneur de Virieux, responsable du service des vocations à la Conférence des évêques de France (saisons 2 et 3) - Corinne Pougnaud : Mme Parillaud, la directrice du foyer Notre-Dame-du-Bon-Secours pour mères célibataires (saisons 1 et 2) - Enrico Di Giovanni : Monseigneur Bergoglio, conseiller du pape - François Lalande : le pape - Thérèse Quentin : sœur Amalia, la gouvernante du pape (saisons 1 et 3) |

#### Personnages de la saison 1
| - Sabrina Dina : Amina, l'ancienne amoureuse de José - Anton Yakovlev : le Russe - Emmanuel Bonami : adjoint du séminaire Saint-Cyprien de Toulouse - Antoine Hamel : Christian d'Orgemont, séminariste qui accueille les nouveaux - Bertrand Constant : Alvez, l'entrepreneur de travaux du séminaire - Xavier Gallais : Guilhem Chanseaulme, le frère de Raphaël - Emmanuel Courcol : Patrick Le Megueur, le père de Yann - Nathalie Eno : Madeleine Le Megueur, la mère de Yann - Franck Beckmann : Père Marionnet (comme Franck Beckman) - Maximilien Muller : Luc Boddet, ami d'études de Raphaël - Jeanne Bournaud : Claire Boddet, la femme de Luc - Carlo Brandt : Monseigneur De Garch, l'enquêteur du Vatican - Yannick Choirat : Père Sapiento, le confrère de Monseigneur De Garch - Bing Yin : Père André Feng, ami chinois du père Fromenger installé à Paris - Lou Sirchis : Camille, étudiante en philosophie et chanteuse rock - Xavier Boiffier : Jocelyn, étudiant en philosophie et libertaire - Daniel Kenigsberg : M. Charrier, le père d'Emmanuel - Agnès Château : Mme Charrier, la mère d'Emmanuel - Agathe Schlencker : Violette Charrier, la sœur d'Emmanuel | - Arnaud Carbonnier : Roland Veillard, l'administrateur des biens du séminaire - Cécile Rebboah : Émeline, l'assistante de M. Veillard - Laurent Klug : Père Galzun - Juliette Navis : serveuse à Saint-Palay - Mathieu Barbet : Fred, le claviériste qui répète avec Yann et Camille - Maxime Tshibangu : Boubaker, le porte-parole des squatteurs - Solo : Rabbah, un squatteur - Marie-Gaëlle Richard : Annette, assistante chez Chanseaulme Investissement - Serpentine Teyssier : Docteur Bonnelle, qui examine le père Bosco - Guillaume Denaiffe : Alban Chanseaulme, un cousin de Raphaël - Qian Xi Zhong : Lao-Tsan, diplomate chinois envoyé au Vatican - Fedele Papalia : Federico Muller, l'interprète de Lao-Tsan (comme Fédélé Papalia) - Valérie Kirkorian : secrétaire de Monseigneur Roman - Gérard Tissot : Père Demoizant, curé et soi-disant ami de la famille Chanseaulme - Catherine Le Hénan : Virginie Lecailler, une administratrice de Chanseaulme Investissement - Kévin Dust : l'Indien que le pape voit en rêve - Nicolas Pignon : le juge Poncelet - Bryan Polach : Gildas, étudiant en archéologie - Mira Pantelic : Jenny, la veuve du Russe |

#### Personnages de la saison 2
| - Yasmin Bau : Jean-Bernard, représentant des séminaristes en 6e année - Bertrand Farge : Docteur Schiffmann - Stéphanie Tchou-Cotta : Florence Sobesky, de la Confédération nationale des associations familiales catholiques - Olivier Cherki : Employé à la Conférence des évêques de France - François Briault : Médecin de José - Sylvie Guichenuy : infirmière remplaçant Zivka à l'hôpital - Florian Colas : Hugo - Hélène Azema : mère d'Hugo - Ali Labidi : homme jury de l'IUT d'urbanisme - Blandine Lenoir : femme jury de l'IUT d'urbanisme - Philippe Bertin : Mgr Luneau, des Missions étrangères de Paris - Laetitia Angot : sœur documentaliste à la Conférence des évêques de France - Pierre Berriau : aumônier de Saint-Stanislas - Rafaël Thin : Tom-Fabio, élève de Saint-Stanislas - Mahaut Chervier : Émilie, élève de Saint-Stanislas - Samuel Mimram : cousin d'Élie - Simon Lambert : voisin de Raphaël au cours de communication - Christian Roeck : stagiaire 1 - Marc-Antoine Le Strat : stagiaire 2 - Chloé Delest : Élisa - Thomas Blanchet : Yvon, employé à Notre-Dame-du-Bon-Secours - Michel Martin : Père Castan, confrère du Père Fromenger à Chartres - René Loyon : Père Sanchez, des Augustins - Madeleine Airaud : Mère supérieure - Thierry Templier : Père église - Frédéric Pellegeay : Triquet, l'agent immobilier - Rachel des Bois : femme de l'atelier de couture | - Lætitia Dosch : Daphné, pensionnaire du foyer Notre-Dame-du-Bon-Secours - Mikaël Chirinian : inspecteur Zouhak - Lilly-Fleur Pointeaux : Maryline, pensionnaire du foyer Notre-Dame-du-Bon-Secours - Zineb Soulaimani : Sabrina, pensionnaire du foyer Notre-Dame-du-Bon-Secours - Lisa Martino : Carole Wagon, la banquière de la Conférence des évêques de France - Michel Pilorgé : Mgr Brulard, l'évêque de Chartres - Alberto Gimignani (it) : Wegelin, banquier du Vatican - Éric Bergeonneau : père d'Hugo - Frédéric Hauss : jeune prêtre - Marion Koch : jeune sœur - Jean-Édouard Bodziak : Boris - Hermine Rigot : sœur sacristie - Marc Arnaud : policier - Noémie Fansten : policière - Rodolphe Congé : leader Fiat Lux - Sébastien Castro : chanteur Fiat Lux - Asil Rais : Ben Ajjaj, l'acquéreur qatari - Arthur Fessart : séminariste - Marc Bassler : l'architecte - Gauthier Battoue : Matthieu - Félix Kysyl : Jérémy, le compagnon d'Odile Morvan - Thomas Blondin : Jonas, le fils du Russe - Jean-Luc Mimault : l'huissier - Patrick Hautier : le juge - Thomas Somnard : séminariste - Arthur Harari : le journaliste - Nathalie Dutelsan : la journaliste - Marianne Pujas : Amie de Zivka |

#### Personnages de la saison 3
| - Noémie Lvovsky : Jeanne Valadon - Laurent Grévill : Jean-Louis Valadon - Maxence Tual : Édouard - Myriam Moszko : Margaux - Julia Ocard : Marine - Cyril Mendy : Tom - Mohad Sanou : Fred - Julien Barbier : Éducateur PJJ - Zakariya Gouram : Laziz - Aslane Yousfi : Massinissa, jeune centre PJJ - Éric Bougnon : directeur centre PJJ - Patrick d'Assumçao : Père Chalumeau - Alain Dzukam-Simo : Père Jean-Christophe Nyangah - Jean-François Auguste : Jean-Mi dit l'Indien - Taha Lemaïzi : Walid - Christophe Ntakabanyura : Souleymane - Laurent Gernigon : Tomek - Sabine Pakora : Fatou - Irène Ismaïloff : femme orage 1 - Tania Dessources : femme orage 2 - Reda Samoudi : Ameur Belhadj - Mathieu Carrière : Monseigneur Gathak - Modeste Nzapassara : Monseigneur Plantin - Eddie Chignara : Monseigneur Sotelo - David Bailleron : Monseigneur Vernazza - John McIlduff : Père Wolf - Jean-Gabriel Nordmann : laïc Vatican - Donatella Guercia : sœur inquiète Vatican - Clément Michel : laïc inquiet Vatican - Franck Trillot : ami Zivka - Sandrine Le Berre : sœur Agnès - Florence Bebic : sœur Isabelle | - Jean-François Stévenin : Père Valliers - Alban Aumard : Gilles Beuzec - Caroline Piette : Louise Ferron - Julien Boissier Descombes : Claude Ferron - Cécile Rittweger : Sandrine Charles - Mickael Dumoussaud : Romain Charles - Alexia Portal : Cécile, mère de Tristan - Sébastien Blanc : Éric, père de Tristan - Gabin Lefebvre : Tristan - Véronique Royer : Dorothée Riou - Stéphane Grossi : Franck Riou - Lodoïs Simonneau : Nicolas Riou - Violaine Brebion : Ariane - Jean-Pierre Hébrard : officier de gendarmerie - Pascal Lambert : Laurent, voisin de Fabienne - Hélène Bressiant : Vanina Coursage, journaliste - Régis Pappatico : maire de Plugneau - Brigitte Aubry : psychologue - Charlie Nelson : Monseigneur Vautrot, évêque de Yann - Claude Lalu : Monseigneur Dazéma, évêque de José - Gilles Arbona : Monseigneur Chauvin, évêque de Guillaume - Philippe Torreton : Jean-Jacques Surin - Florent Cheippe : Luc - Michel Abécassis : Richard Bercot - Thomas Ancora : copain Emmanuel - Alexia Barlier : copine Emmanuel - Stéphane Jobert : Jean-Michel Le Gac - Camille Cayol : femme consultation Bosco - Véronique Descamps : sœur antichambre Chauvin - Philippe Durand : médecin civil - Yvon Martin : neurologue - Xavier de Guillebon : notaire |

### Lieux de tournage
La série a été tournée à :
- Paris

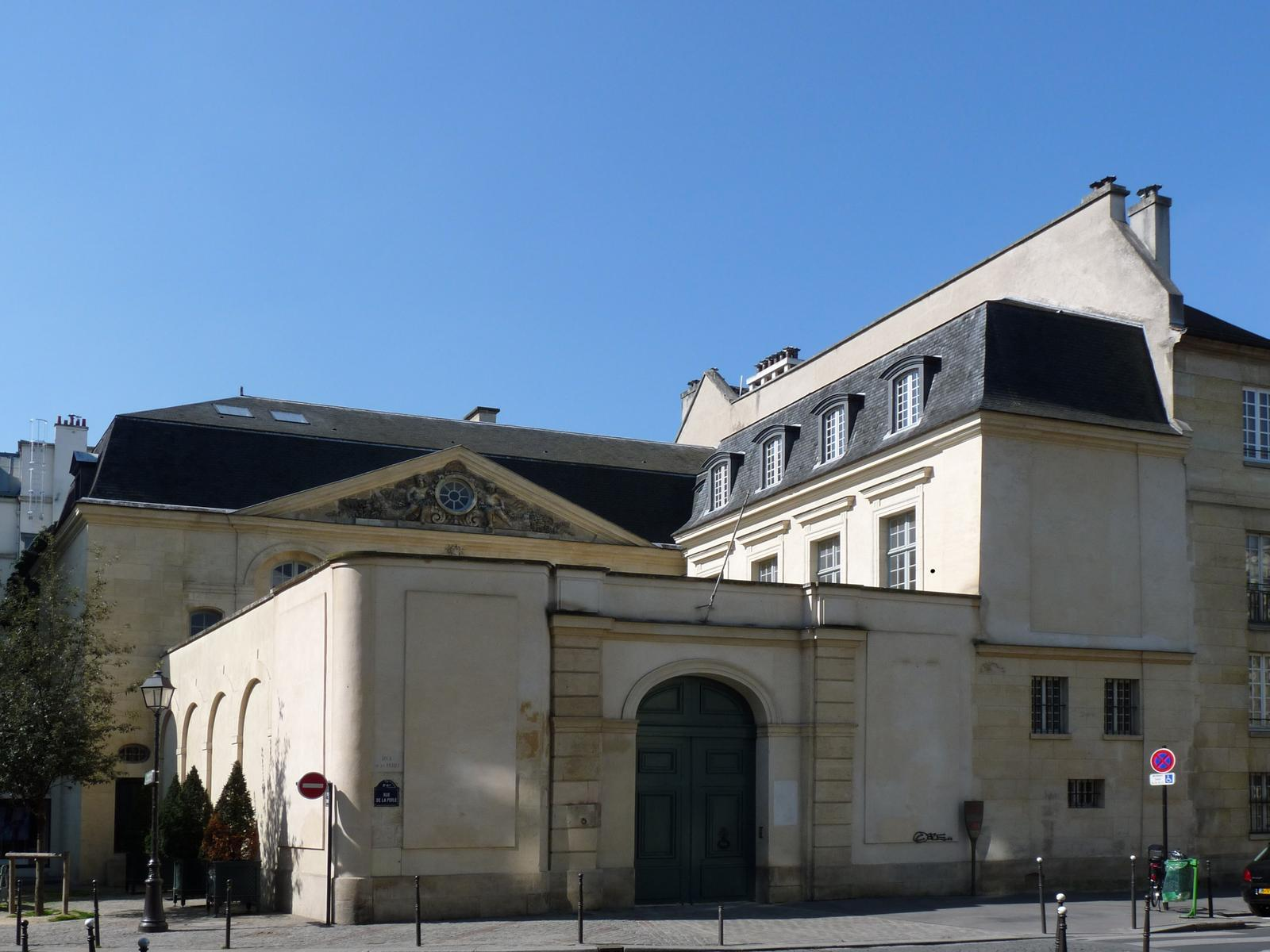
L’Hôtel Libéral Bruant à Paris, décor de l’entrée du séminaire.

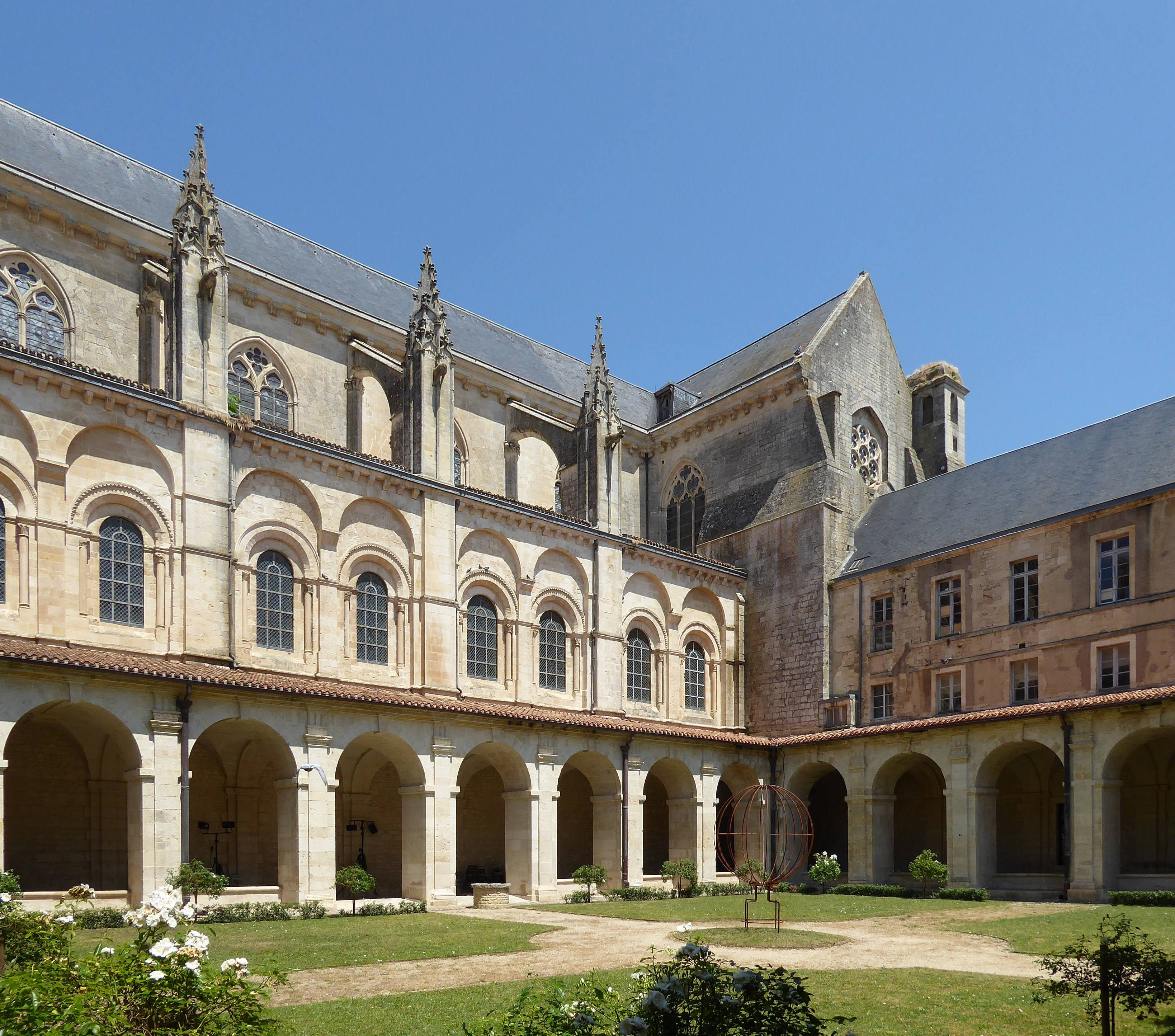
Ancienne abbaye de Saint-Maixent, représentant le cloître du séminaire.

  - Salle hypostyle du Palais d'Iéna[12] (censé représenter le siège parisien de la Conférence épiscopale de France) ;
  - Salons de l’Hôtel de ville de Paris, décors des salons du Vatican[13] ;
  - Rue de la Perle devant l'hôtel Libéral Bruant (représentant l’entrée du séminaire).
- Deux-Sèvres
  - Saint-Maixent-l'École (le "Saint-Palay" de l'épisode 4, saison 1) ;
    - Ancienne abbaye de Saint-Maixent dite « quartier Canclaux »[14] (représentant le cloître du séminaire).
- Charente-Maritime
  - La Rochelle ;
    - Église Notre-Dame-de-Cougnes de La Rochelle (représentant la chapelle du séminaire) ;

  - Échillais ;
- En studio à Paris[14].

## Épisodes

### Saison 1

#### Épisode 1.1
Le séminaire des Capucins, à Paris, accueille quatre apprentis prêtres : Yann, scout breton, naïf et guitariste ; Emmanuel, jeune homme noir, ancien étudiant en archéologie lyonnais, qui sort d'une dépression ; Guillaume, issu des milieux d'action sociale et soutien d’une mère immature et d’une sœur adolescente ; et Raphaël, fils d’un riche entrepreneur. Le père Fromenger, lazariste ayant vécu en Chine, directeur et ancien prêtre ouvrier, lors de son discours d’accueil, insiste sur la motivation et le discernement nécessaires pour envisager cette vocation difficile. Son bras droit, le père Bosco, entame les chants de la messe. Un élève plus âgé, Christian, fait visiter les bâtiments aux nouveaux.
Un autre séminariste attendu a fait défection pour l’École polytechnique ; à ce moment, José, qui a tué un malfrat russe, est libéré de la prison de Toulouse, où il a « rencontré le Christ », et cherche à rentrer dans un séminaire.
Le toit de l’église fuit et doit être réparé sans tarder, ainsi que l'indique Alvez, l'entrepreneur des travaux du séminaire, avant la journée des vocations organisée en automne par le père Fromenger, mais les caisses du séminaire sont vides.
Le soir, les nouveaux séminaristes sont appelés par les anciens Baptiste et Aulien pour une messe du soir, qui s’avère être un pot d’accueil ; il est décidé que les nouveaux serviront la messe le lendemain. Au petit déjeuner, Christian recrute Emmanuel pour un travail dans le foyer Notre-Dame-du-Bon-Secours, qui accueille de futures mères célibataires. Avant la messe, Yann se fait chambrer par ses collègues parce qu’il a amené sa guitare ; dépité, il part en promenade mais revient à temps pour la messe.
Monseigneur Roman, président de la Conférence des évêques de France, aux relations difficiles avec le père Fromenger, est en réunion avec des prêtres spécialistes en communication pour assurer sa réélection. Ils décident de lancer une journée d’action contre la pauvreté, le 7 novembre. Le père Bosco était venu peu avant solliciter sans succès Mgr Roman pour la réparation du toit de l’église et lui porter l’invitation pour la journée des vocations, qui se trouve être aussi le 7 novembre. Mgr Roman vient au séminaire promettre la réparation, mais en demandant le report de la journée des vocations, ce que le père Fromenger refuse. Ils échangent des mots très durs sur leur orgueil respectif et les ambitions démesurées de Mgr Roman, déclenchant une crise d’angoisse chez le père Bosco, qui est secouru par Sœur Antonietta, la jeune assistante du père Fromenger.
José apprend qu’il a été refusé au séminaire Saint-Cyprien de Toulouse, part pour Paris et convainc le père Fromenger de sa motivation. Après quelques hésitations, le conseil de direction accepte sa candidature à l’unanimité, et l’épisode se termine sur l’arrivée de José au séminaire.

#### Épisode 1.2
Au foyer Notre-Dame-du-Bon-Secours, entre le départ de la directrice et l’arrivée de l’équipe de nuit, Christian se fait agresser par une jeune femme qui exige de sortir et lui prend la clé, tandis qu’Emmanuel, prostré, se réfugie dans la prière. Une nuit suivante, très perturbé, Christian revit en pensée l’agression et décapite la statue de Sainte Claire, patronne du séminaire, devant Emmanuel à qui il demande par la suite de ne rien dire.
Le lendemain, tous découvrent, abasourdis, la statue décapitée. Le père Fromenger refuse de faire appel à la police, d’autant que le coupable se trouve nécessairement dans les murs, les portes fermant à 20 h. Les anciens soupçonnent José et finissent par s’en prendre à lui, mais le père Fromenger arrive et leur rappelle que la statue n’est que du plâtre et qu’il convient d’avoir de la compassion pour le coupable, qui s’est fait d’abord du tort à lui-même.
Emmanuel finit par se confier au père Fromenger ; Christian, qui a laissé accuser un innocent, demande pardon à ses camarades et quitte le séminaire.
Peu avant, José avait rendu visite au père Fromenger, qui l’incite à cesser de culpabiliser. José raconte alors son histoire devant la caméra de Baptiste, qui prépare avec Aulien des interviews filmées pour la journée des vocations, et devant ses amis abasourdis.
La mère de Guillaume veut partir 3 mois en Inde avec son dernier amant, rencontré il y a peu. Guillaume refuse puis, devant le désespoir de sa mère, accepte. Avec ses amis et au son de la guitare de Yann, il fête les 17 ans de sa sœur, Odile.
Raphaël invite ses amis à une grande réception chez ses parents. Son père lui demande de rendre ses parts dans leur société s’il reste au séminaire, ce que Raphaël confirme. Il retrouve un ancien ami d’études, Luc, et sa femme, Claire, à laquelle il n’était pas indifférent. Le père annonce que Guilhem, le frère aîné de Raphaël, devient directeur de leur société d'investissement. Peu après, dans une ambiance glaciale, Raphaël vient signer les documents nécessaires devant son père et son frère.
Mgr Roman, déprimé par sa dispute avec le père Fromenger, n’a pas signé le bon à tirer pour la journée d’action contre la pauvreté ; le père Soubiran, le spécialiste en communication, arrive à le convaincre. Le père Bosco presse le père Fromenger de se réconcilier avec Mgr Roman, ce que Fromenger refuse. Mgr Roman décide soudain de partir pour le Vatican, où il rencontre son ami Mgr Bergoglio et lui demande de lancer une enquête sur la gestion du séminaire par Fromenger, dont on apprend qu'il lit et écrit le chinois. Quand ce dernier écrit une lettre d’excuses à Mgr Roman, il est trop tard : les émissaires du Vatican arrivent pour leur enquête et la journée des vocations doit être annulée.

#### Épisode 1.3
Interrogés séparément par l’enquêteur du Vatican, Mgr De Garch, les prêtres du séminaire font bloc autour du père Fromenger mais le doute s’insinue dans les esprits. Lorsque le doyen, le père Cheminade, est convoqué une seconde fois, il confie ses doutes au père Bosco, qui le traite de Judas. Cheminade fait un malaise et doit être hospitalisé, accompagné par Bosco.
Les séminaristes vont à l’université suivre un cours de philosophie, et déclenchent l’hostilité des libertaires, menés par Jocelyn (que Guillaume connaît par des actions sociales laïques antérieures). Au deuxième cours, Jocelyn veut organiser le boycott par les libertaires, mais José intervient en parlant de sa cité, de la prison et de sa quête simultanée de la foi et de la rencontre avec le monde réel, et il est très applaudi.
Yann sympathise avec sa voisine de cours, Camille, chanteuse de rock séparée d’un autre guitariste ; ils répètent en vue d’une audition et sont sélectionnés pour participer à une soirée en mars de l’année suivante.
Raphaël est alerté par sa belle-sœur sur le comportement de son frère, très soucieux pour l’entreprise familiale. Guilhem lui apprend qu’ils ont un dossier au Pôle financier, et Raphaël soupçonne que leur père n’a nommé Guilhem directeur financier que pour l’exposer et se protéger de ses propres malversations financières. Le juge chargé du dossier connaît Luc Boddet, l’ami d’études de Raphaël, mais celui-ci refuse de les aider. Venu demander l’aide de Claire, la femme de Luc, Raphaël et elle s’embrassent avec passion.
Emmanuel est très contrarié par la visite-surprise de ses parents et de sa sœur adoptifs, qui restent jusqu’à la messe du dimanche. Dans le secret de la confession, il révèle que, lors de fouilles archéologiques en Tunisie, il a visité un bordel masculin et traîne depuis un lourd sentiment de culpabilité. Un peu apaisé, il prend congé de sa famille.
L’enquête du Vatican se termine et le père Fromenger, qui avait failli accepter la charge d’une communauté à Shanghai (ce qui aurait classé son dossier), décide de rester aux Capucins.
Le père Cheminade revient de l’hôpital, accueilli chaleureusement par tous ses confrères. Le résultat de l’enquête est remis à Mgr Roman, qui va certainement l’envoyer au Vatican.

#### Épisode 1.4
Les séminaristes partent pour Noël dans la petite ville (fictive) de Saint-Palay pour assister le père Galzun, qui est en froid avec ses paroissiens : alors qu’ils auraient dû loger dans une grande maison, toutes les portes se ferment et ils aboutissent au presbytère, non chauffé ; le père Galzun est aigri et boit pour oublier le manque de communication avec ses ouailles, toujours là pour raconter leurs problèmes mais jamais pour partager un repas, et qui sont cependant très attachées à la messe de minuit.
Au petit déjeuner, alors que José apprécie son premier Noël en liberté, Yann, chahuté par ses collègues, décide de repartir pour Paris. Peu après, Galzun, qui s’était enfermé dans sa chambre, y retourne avec l’idée de boycotter la messe de minuit. Les quatre séminaristes improvisent la bénédiction d’un coq de la coopérative agricole conformément aux traditions locales. Yann étant finalement revenu décide qu’ils organiseront tous les cinq la messe de minuit, au grand bonheur des paroissiens, qui cependant quittent l’église dès la fin de la cérémonie. Le père Galzun, revenu vers la fin de la messe, les invite à réveillonner avec lui.
Juste avant le voyage, Odile avait annoncé à Guillaume sa grossesse et son souhait d’avorter. Guillaume refuse, heurté dans ses convictions mais, confronté à la solitude et à la détresse d’Odile qui l’appelle à Saint-Palay, accepte de l’accompagner à l’hôpital pour l’IVG à son retour, non sans culpabilité.
Le père Bosco, n’ayant pu parler avec Mgr Roman, prétexte un problème familial pour partir à Rome afin de rencontrer Mgr Gandz, destinataire du rapport d’enquête sur Fromenger. Rembarré par l’assistante de Mgr Gandz, le premier jour puis le matin suivant à la première heure, Bosco fait un malaise dans l’escalier, secouru par un ancien élève qui connaît également celui-ci. Bosco force la porte de Mgr Gandz, qui est en train de se préparer, et commence à lire le rapport d’enquête quand Mgr Gandz arrive. Bosco plaide la cause de Fromenger ; Mgr Gandz l’écoute, puis le renvoie en disant qu’il ne veut plus jamais entendre parler de lui.
Le père Fromenger, ne pouvant obtenir un nouveau découvert bancaire, va voir son comptable, Veillard, qui lui apporte une grosse somme d’argent liquide dans une enveloppe, afin de régler Alvez, l'entrepreneur, pour la réparation du toit. On apprend que, depuis 20 ans, Veillard pratique le détournement de fonds issus du patrimoine immobilier du séminaire, la falsification des livres de comptes et l’engrangement de sommes en liquide.
Un peu après Noël, Raphaël rencontre sa famille, son père lui demande de se tenir en dehors des affaires de l’entreprise.
Le père Bosco revient au séminaire pendant une messe du soir (où Emmanuel tâche de rasséréner Guillaume, toujours perturbé par l’IVG d'Odile), et se rend dans le bureau du père Fromenger, où il découvre l’enveloppe avec les liasses de billets et est victime d’un nouveau malaise.

#### Épisode 1.5
Le Vatican est en crise avec la Chine, car le pape refuse de valider la nomination par le gouvernement chinois de l’évêque Xiangdong, membre de l’Église officielle de Chine proche du Parti communiste chinois.
Mgr Bergoglio et Mgr Gandz s’affrontent sur le dossier du père Fromenger ; le premier veut accélérer sa mise à la retraite ; le second, qui lui est plutôt favorable, n’a pas encore transmis le dossier au pape.
Guillaume entraîne ses amis auprès de squatteurs africains dont s’occupe Jocelyn, qui n'est autre que son ancien amoureux. Alors que ceux-ci ont reçu un arrêté d’expulsion, Jocelyn et Guillaume emmènent aux urgences une mère et son bébé malade, tandis que Raphaël et José sont arrêtés par la police pour s’être opposés à un contrôle d'identité du porte-parole des squatteurs, puis relâchés. Emmanuel et Guillaume vont rechercher la mère et son bébé une fois celui-ci guéri.
Convoqués par le père Fromenger, les cinq garçons affichent leur solidarité dans cette action. Fromenger les incite à suivre la voix de leur conscience mais les avertit qu’il ne sera pas toujours là pour les soutenir.
Le conseil de direction du séminaire prépare une rencontre de dialogue interreligieux avec un rabbin et un imam, mais Fromenger a l’esprit ailleurs.
Le père Bosco va voir Veillard, après avoir aperçu Fromenger qui remettait l'enveloppe avec l'argent liquide à Alvez, l'entrepreneur des travaux du séminaire. Il apprend que, depuis 20 ans, le comptable émet des fausses factures sur les loyers du patrimoine immobilier du séminaire et reverse le surplus en liquide à Fromenger ; il fait un nouveau malaise et doit être hospitalisé pour subir une série d’examens.
Le concert de Yann et Camille, terminé par un gospel sur l'idée de Yann, est un succès. Guillaume et Emmanuel sont venus en spectateurs et, à la sortie, Emmanuel étreint Guillaume qui l'a amené à prendre un bébé dans les bras pour la première fois de sa vie. Après leur départ, Yann prend au bar un cocktail au goût étrange qui s’avère contenir de la drogue… et se réveille le lendemain dans le lit de Camille.
Raphaël passe avec José à la société de son père pour récupérer discrètement des documents ; pressé, il tombe sur Guilhem, sonné, qui lui dit qu’il avait bien vu dans le jeu trouble de leur père, sans avoir le temps de préciser que celui-ci a demandé à Guilhem de partir à Los Angeles pour se soustraire au juge du Pôle financier. Le lendemain, Raphaël emmène José et Jocelyn dans un hôtel particulier appartenant à sa famille, dont il a récupéré les clés et les coordonnées, et qu’il veut mettre à la disposition des squatteurs. C’est là qu’il reçoit un appel lui annonçant la mort de Guilhem ; il s’effondre, soutenu par José.
Au Vatican, Mgr Gandz rencontre le pape, un homme âgé et d’aspect fragile, en présence de Mgr Bergoglio, et lui apporte la lettre de mise en disponibilité du père Fromenger. Le pape a rédigé une lettre de condamnation de la nomination de l’évêque Xiangdong, qu’il s’apprête à remettre à la presse ; Mgr Gandz le prie d’attendre, car un diplomate chinois arrive pour discuter de cette affaire.

#### Épisode 1.6
À la morgue, Raphaël apprend que Guilhem s’est défenestré. Il rentre dans sa famille pour organiser les obsèques, mais se heurte au refus du prêtre soi-disant ami de la famille de dire la messe pour un suicidé. Le père Fromenger, en revanche, accepte sans aucune condition de conduire la messe dans la chapelle familiale.
Yann confie sa « faute » et ses doutes sur sa vocation au père Cheminade, dont il attend des recommandations ; celui-ci, qui cherche à le rassurer, lui conseille de rompre avec Camille. Camille ironise sur le vœu de chasteté de Yann et sa virginité avant leur nuit ensemble, et l’amène à parler de Fabienne, la cheftaine scoute qui était amoureuse de lui.
Le père Bosco apprend qu’il a une tumeur du cerveau et doit suivre un traitement lourd (une chimiothérapie combinée avec une radiothérapie, et probablement une opération). Effondré, il ne peut se résoudre à rentrer au séminaire et passe la nuit à marcher dans Paris.
Au Vatican, les négociations avec le diplomate chinois, Lao-Tsan, se passent mal. Celui-ci, un chrétien, révèle à son interprète qu’il parle français, ayant séjourné à Paris où il a connu le père Fromenger. Du coup, Mgr Gandz fait convoquer Fromenger pour continuer les négociations, demandant à Mgr Bergoglio d’appeler Mgr Roman, qui s’apprêtait à porter lui-même la lettre de mise à pied à Fromenger, pour suspendre cette procédure.
Chez les Chanseaulme, le père Fromenger accompagné par les séminaristes vient dire la messe pour Guilhem ; M. Chanseaulme, rongé par le remords, s’effondre pendant la cérémonie en criant qu’il a tué son fils, Raphaël sort de la chapelle avec lui. Raphaël, très touché, remercie le père Fromenger et ses amis de leur présence et de leur soutien, et ne peut dire quand il reviendra au séminaire, mais il n’est plus disposé à laisser l’hôtel particulier aux sans-logis. Claire Boddet est venue, sans Luc, et ils s’embrassent à nouveau. Peu après, il convoque le conseil d'administration de l’entreprise familiale.
Emmanuel et Guillaume éprouvent une attirance mutuelle, mais avec des états d’esprit différents qui sont cause de fâcheries. Peu après le retour de sa mère, enthousiasmée de son voyage en Inde, Guillaume, morose, voit arriver dans sa chambre Emmanuel, bouleversé, qui lui demande pardon pour un geste brutal qu'il a eu la veille et lui déclare son amour ; ils s’embrassent et passent au lit.
Yann et Emmanuel se désolidarisent de l’action pour les sans-logis ; le premier confie ses doutes au second par rapport à sa « voie toute tracée » et décide de retourner quelques jours dans sa famille en Bretagne.
À l’approche de l’expulsion, la tension monte chez les squatteurs, d’autant que des familles maliennes les ont rejoints, en présence de Jocelyn et José. José leur parle de la Tour de Babel et les incite à rester unis.
Le père Fromenger reçoit la lettre du Vatican lui demandant de venir au plus vite reprendre les négociations avec Lao-Tsan ; avant de partir, il rencontre le père Bosco, revenu au séminaire, qui l’accuse de démagogie et d’attrait pour l’argent et le pouvoir, et annonce que Dieu le punira.

#### Épisode 1.7
Le père Bosco vient voir Mgr Roman pour dénoncer la gestion du père Fromenger mais se fait éconduire par son assistant, le père Valéry, qui lui rappelle que le Vatican a une opinion plutôt favorable de Fromenger.
Raphaël organise le CA de Chanseaulme Investissement en l’absence de son père malade. Il apprend que tous les membres du CA ont été convoqués par le juge du Pôle financier mais, n’ayant plus de parts dans l’entreprise, il ne peut influencer le cours des choses ; il décide cependant d’envoyer des vigiles surveiller l’hôtel particulier. Sa belle-sœur refusant de lui faire une procuration sur les parts de Guilhem (leurs filles croient encore que celui-ci est en voyage), Raphaël obtient que son père lui donne 35 % des voix.
Au Vatican, le père Fromenger, informé par Mgr Bergoglio et Mgr Gandz, rencontre Lao-Tsan qui lui dit que le gouvernement chinois ne changera pas de position. Fromenger trouve une solution qui ménage les susceptibilités de chacun : le pape acceptera la nomination de l’évêque Xiangdong, mais lui donnera un poste au Vatican, ce qui permettra de surveiller ses activités.
Yann, de retour en Bretagne, revoit Fabienne et apprend qu’elle est fiancée et va se marier prochainement ; très perturbé, il se saoule, jette ses revues de scoutisme et avoue à sa mère sa détresse de savoir que Fabienne aura des enfants qui ne seront pas les siens. Il refuse de retourner au séminaire.
C’est la traditionnelle soirée de Carnaval des séminaristes, avec la complicité de sœur Antonietta et du père Cheminade, mais sans les étudiants de 1re année. Contre la parole donnée à Raphaël et avec l’aide de Jocelyn, Emmanuel et Guillaume, José se dispose à envahir l’hôtel particulier avec les sans-logis la nuit précédant leur expulsion, mais il se heurte aux vigiles qui le frappent au visage.
Emmanuel et Guillaume continuent à vivre leur amour en cachette, mais ce dernier regrette d’avoir cédé à la tentation. Ils envisagent de partir ensemble et de s’installer à Lyon.
Avec José, Emmanuel et Guillaume, le père Cheminade brûle du buis qui a été béni à Pâques pour la messe des Cendres. Raphaël revient au séminaire pour la messe des Cendres, il s’attend à une explication musclée avec José, mais ce dernier se contente d’une tape amicale.
José décide alors d’amener tous les sans-logis au séminaire et les installe au réfectoire, à la grande indignation du conseil de direction ; cependant, le père Bosco joue l’indifférence, estimant que le chaos n’est que le résultat des agissements passés du père Fromenger. Yann, apprenant par la radio la situation au séminaire, décide d’y retourner.
Alors que Mgr Roman remercie les évêques de France de l’avoir reconduit à leur tête, le père Valéry vient lui apprendre la situation au séminaire. Dans le bureau du père Fromenger, le père Bosco dit « Merci, mon Dieu, merci pour le chaos ! ».

#### Épisode 1.8
Raphaël, en visite chez le juge, essaie de charger Guilhem pour épargner les administrateurs, mais le juge lui signifie que tous sont visés et s’étonne d’une telle attitude chez un homme d’Église. En sortant, Raphaël fond en larmes.
Guillaume veut quitter le séminaire, à la surprise du père Cheminade, qui a toujours senti un prêtre en lui.
José reçoit la visite d’un représentant de la mairie qui va examiner les possibilités de relogement des sans-logis, tandis qu’un journaliste de Libération doit passer prochainement.
Convoqué en urgence par Mgr Roman, le père Fromenger demande quelques jours pour négocier la sortie des sans-logis, refusant de faire appel à la police ; Mgr Roman, qui exige que l’affaire soit traitée sans délai, lui demande de rédiger sa lettre de démission. Il convoque alors le père Bosco, qui aurait dû rentrer le lendemain à l’hôpital pour commencer son traitement, pour lui confier la direction du séminaire ; Bosco accepte et remet à plus tard son hospitalisation.
Le père Fromenger retourne au séminaire faire ses bagages et, appelé par sœur Antonietta, fait ses adieux au conseil de direction. Le père Bosco arrive et lui demande sans ménagement de sortir. Il rencontre les séminaristes et les sans-logis, leur souhaite que « le Christ [les] soutienne de sa force », et s’en va.
José (qui, dans l'intervalle, est allé chercher une livraison de poisson au marché de Rungis) entre dans le bureau du père Fromenger en cherchant celui-ci, et trouve le père Bosco en train d’appeler la préfecture de police pour faire expulser les sans-logis. Il l’étrangle presque et, réfugié dans l’église, a une vision du Russe qu’il a tué habillé en prêtre.
Sœur Antonietta quitte elle aussi le séminaire au moment où la police l’investit. Emmanuel demande à Guillaume de rester au séminaire, ne voulant pas être un obstacle à sa vocation. Yann, tout juste revenu, a la surprise de les découvrir joue contre joue mais, comme la police lance des gaz lacrymogènes, ils courent se réfugier dans le réfectoire avec les sans-logis. Tous barricadent les portes, mais les policiers finissent par enfoncer celles-ci et expulsent les sans-logis.
Raphaël s’est fait « pincer » par Luc lors d’une visite à Claire ; Luc lui demande de ne plus voir Claire, moyennant quoi il parlera en sa faveur au juge. Après avoir retrouvé dans le bureau de Guilhem une carte qu’il lui avait envoyée et qui parlait de spiritualité, Raphaël va faire ses adieux à Claire et, soutenu par sa mère, décide qu’il est temps pour lui de retourner au séminaire.
Emmanuel, ayant dit clairement au père Bosco que l’amour divin ne lui suffit pas, quitte le séminaire et retourne dans sa famille à Lyon. Lors des adieux, Yann l’étreint tandis que Guillaume lui dit au revoir sans le toucher. Plus tard, lors d’un dîner dans sa famille, Guillaume confie à Yann sa tristesse de n’avoir aucune nouvelle de lui.
José retourne à Toulouse faire ses adieux à son ancienne amoureuse, sœur d’un ancien complice, en leur laissant les Confessions de Saint Augustin. Il va ensuite voir la femme du Russe pour lui demander pardon ; celle-ci se tourne vers son jeune fils qui refuse son pardon, et leurs sbires emmènent José en forêt où ils le laissent pour mort, avec deux balles dans le dos.
Le père Bosco, lors du conseil de direction, avertit les prêtres de l’ouverture d’une nouvelle ère, où aucune dérive ne sera tolérée et où les recrutements des nouveaux séminaristes s’effectueront dans la plus grande rigueur. En arrivant dans son bureau, il s’effondre, secouru par Raphaël. Ce dernier lui promet de ne rien dire et de l’aider dans la gestion du séminaire. Lors de sa première messe en tant que directeur des Capucins, Bosco insiste sur la nécessité de faire pénitence et de se recentrer sur trois disciplines : veiller, faire silence et prier.
À la dernière scène, José est découvert par des randonneurs, il respire encore.

### Saison 2
Le tournage s'est déroulé de fin avril à août 2013, la distribution accueillant Corinne Masiero, Yannick Renier (dans le rôle du père Abel, un jeune prêtre), et Jacques Bonnaffé (qui incarnera le successeur de Mgr Roman, décédé),.

#### Épisode 2.1
Au séminaire des Capucins, la rentrée a sonné sous la houlette sévère du père Bosco. Guillaume est convoqué comme tous les séminaristes pour un « entretien de discernement psychoaffectif », qui s’avère être un interrogatoire sur leurs rapports sexuels passés. Très réticent, il est temporairement sauvé par un problème de chaudière.
Yann rend visite à José, devenu paraplégique et en long séjour dans un centre de rééducation, celui-ci lui remet une lettre pour le père Bosco. Plus tard, José sympathise avec Élie, un pensionnaire juif moins gravement accidenté, qui l’invite à jouer avec lui au ping-pong.
Pendant ce temps, le père Bosco entame avec son infirmière, Zivka, un douloureux traitement de sa tumeur du cerveau.
Raphaël, qui assiste le père Bosco, assure en même temps une présence auprès de ses nièces et de sa belle-sœur, Anne-Cécile, qui n’a pas pardonné à ses beaux-parents pour les circonstances ayant abouti au suicide de Guilhem.
Un jeune prêtre, brillant orateur, le père Abel, reprend le cours d’anthropologie chrétienne, il se veut proche de ses étudiants.
À la Conférence des évêques de France, l’ancien évêque de Limoges, Mgr Poileaux, succède à Mgr Roman, décédé alors qu'il venait de prendre ses fonctions. Il est pris en main par les trois prêtres qui assistaient son prédécesseur, les pères Soubiran, Gicard et Valéry. Nettement plus effacé que le flamboyant Mgr Roman, ayant tendance à se perdre dans les couloirs, Mgr Poileaux a malgré tout des projets personnels sur les actions à entreprendre par l’Église, inspirées par celles de saint Vincent de Paul. Lors de son discours inaugural devant les évêques, introduit par Mgr de Virieux du service des vocations, il découvre que ses propositions ont été censurées par les acolytes de Mgr Roman.
Alors qu'Yann explique à ses anciens et nouveaux camarades comment la personnalité de José manque au séminaire, le système des « entretiens de discernement psychoaffectif » en rebute plus d’un. Le père Cheminade, le doyen, refuse de les mener après 53 ans d’enseignement et Corentin, un nouveau séminariste, qui a avoué une liaison féminine, en sort traumatisé. Raphaël découvre qu’il s’agit d’une directive du Vatican pour éviter la formation de prêtres homosexuels. Malgré l’intervention de plusieurs séminaristes conduits par Jean-Bernard, leur représentant, le père Bosco oppose une fin de non-recevoir à l’arrêt des entretiens.
Lors de la soirée d’accueil des nouveaux, Yann se décide enfin à donner au père Bosco la lettre de José ; celui-ci présente ses excuses pour sa tentative de strangulation et dit son souhait de retourner au séminaire. Réveillé à 4 h du matin par un cauchemar, le père Bosco se rend à la fête d’accueil qui continue et voit Guillaume, passablement éméché, chanter et danser sur la scène. Il fait réveiller tous les étudiants à qui il passe un savon, particulièrement à Guillaume.

#### Épisode 2.2
À la Conférence des évêques de France, le mot d’ordre est le soutien aux maires qui sont opposés au mariage pour tous, tandis que les séminaristes des Capucins sont invités par la hiérarchie à participer à la Manif pour tous. Assez surmené, Mgr Poileaux doit faire face à l’arrivée du Vatican de Mgr Gandz, conseiller du pape, à l’invitation à la journée des vocations des Capucins et aux problèmes de son personnel, qui n’est plus payé. Raphaël vient demander un stage à la Conférence auprès du père Soubiran ; il doit en fait être les yeux et les oreilles du père Bosco, qui n’a pas que des amis à la Conférence.
Mgr Poileaux se fait interviewer à la radio par une journaliste qui le piège avec la question d’un référendum sur le mariage pour tous, ce qui accroît le mépris de ses confrères parisiens.
En outre, il s’avère que la Conférence des évêques de France est en faillite, à la suite d’investissements malheureux de Mgr Roman, laminés par la crise de 2008. Seule une garantie du Vatican pourrait redresser la situation.
Yann reçoit une réponse négative du père Bosco sur la réintégration de José et n’a pas le courage d’appeler celui-ci, qui attend pourtant avec impatience des nouvelles des Capucins. Forcé par son ami Élie du centre de rééducation, José finit par demander s’il remarchera un jour ; la réponse est négative, car l’une des balles a touché la moelle épinière.
Guillaume passe devant le conseil du séminaire, où le père Abel s’efforce de le défendre. Resté seul avec le père Bosco, il arrive à mettre un point final à l’entretien de discernement psychoaffectif en inventant une liaison avec une étudiante et en insistant sur la précocité de sa vocation.
Le père Bosco, mal en point, est soulagé par une séance de relaxation non conventionnelle de Zivka impliquant les mains et le travail sur les énergies ; il promet de ne rien dire à l’hôpital, qui réprouve ce type de soins.
Une jeune femme de la Confédération nationale des associations familiales catholiques qui mène campagne contre le mariage pour tous sollicite l’aide des séminaristes. Corentin est plein d’idées dans ce sens : création d’un site Internet et d’associations de professionnels. Raphaël se distingue en revendiquant un droit à la neutralité, tandis que le père Abel utilise ses talents oratoires pour conclure que seul le mariage traditionnel est agréable à Dieu.
Lors de la journée des vocations, Yann, qui fait visiter les locaux à plusieurs groupes de collégiens, se voit confier une visite pour Mgr Poileaux. Hélas, pendant que Yann s’arrête pour sermonner des collégiens restés dans une encoignure pour fumer ou s’embrasser, Mgr Poileaux se perd dans les couloirs. C’est l'ambitieux Mgr de Virieux, lui-même ancien étudiant aux Capucins, qui le retrouve et lui tient des propos humiliants  sur sa prestation radiophonique.
Mgr de Virieux n’épargne pas non plus le père Bosco, qu'il déteste et auquel il exprime son regret du départ du père Fromenger, son ancien professeur.
Après cet incident, Yann retourne voir José pour lui communiquer le refus du père Bosco.
Mgr Poileaux dîne frugalement avec Mgr Gandz  qui lui suggère de laisser la place à Mgr de Virieux. Mais Mgr Poileaux répond qu’il assumera jusqu’au bout la mission qui lui a été confiée par la providence divine.
Le matin suivant, alors que le « trio infernal » se lamente de ce que le sujet de la garantie du Vatican n’a pas été abordé, Mgr Poileaux révèle sa capacité d’autorité en indiquant que l’heure de l’austérité a sonné et que la Conférence doit traquer les gaspillages et faire le ménage en son sein, moyennant quoi l’un des trois conseillers devra retourner dans son diocèse…

#### Épisode 2.3
José souhaite reprendre des études dans un IUT d’urbanisme, mais ses références à Dieu déconcertent le jury. Il finit par être accepté dans un IUT de paysagisme, ce qu’Élie l’emmène fêter à la synagogue dans une danse de Sim'hat Torah (« joie de la Torah »), une fête juive.
Yann aborde avec enthousiasme son stage au collège Saint-Stanislas, dont il a rencontré les élèves lors de la journée des vocations. Il est rembarré par le sévère aumônier qui critique sa familiarité avec les élèves et son bouillonnement d’idées, alors qu’il cherche un simple suppléant pour le catéchisme. Envoyé à la Conférence des évêques de France pour y chercher des revues pour le collège, Yann découvre de précieux manuscrits musicaux, dont un cantus hispano-américain qu’il entreprend de faire travailler en chorale aux élèves.
Menacé de renvoi par l’aumônier pour cette nouvelle « dérive », Yann le menace à son tour de révéler divers abus de celui-ci (retards en cours, commandes excessives de revues, alcoolisme) et peut ainsi faire avancer son projet.
Repris par ses pulsions homosexuelles, Guillaume entre en stage au foyer Notre-Dame-du-Bon-Secours, qui accueille de futures mères célibataires et où Emmanuel avait été en début de première saison. Il se heurte à l’hostilité d’une pensionnaire, Daphné, tant vis-à-vis d’un séminariste que de ses camarades du foyer. Le père Abel, qui voit en lui un futur prêtre, l’incite à faire des rédactions moins « tièdes » et plus personnelles.
À l’hôpital, où les traitements sont toujours plus douloureux, le père Bosco apprend que Zivka n’est plus là. Un jeune patient, Hugo, qui est en soins avec lui, et qui était également soulagé par les soins non conventionnels de celle-ci, lui apprend qu’elle a été licenciée après avoir été découverte, et lui donne son nom de famille. Bosco la contacte et retourne la voir pour une séance de relaxation qui le soulage.
En stage de communication avec le père Soubiran à la Conférence des évêques de France, Raphaël froisse celui-ci en critiquant une de ses affiches d’incitation aux dons à l’Église, mais se rattrape en suggérant une campagne en direction des jeunes riches via les réseaux sociaux. Le père Soubiran lui offre alors un « stage permanent » à la Conférence des évêques de France.
Pendant ce temps, Mgr Poileaux décide que les hosties, jusque-là monopole des vieilles religieuses de l’abbaye de la Pierre-Levée, seront confiées à un monastère américain moins coûteux, et cherche à vendre des immeubles appartenant à l’Église de France.
Paniqué par l’annonce du prochain « dégraissage », le père Gicard est pris à fouiller dans le bureau du père Valéry et renvoyé dans son lointain diocèse de la Creuse.
Lors d’une messe au séminaire, José arrive dans son fauteuil roulant et demande pardon et aide au Père Bosco et à ses amis. Après un premier refus, Bosco l’invite à s’installer avec eux.

#### Épisode 2.4
L’abbaye de la Pierre-Levée, que Mgr Poileaux souhaite vendre, n’intéresse qu’un riche Qatari, cousin de l’émir, qui s’avère la trouver trop petite.
José, réinstallé au séminaire, est aidé en alternance par ses camarades pour déplacer son fauteuil roulant dans les escaliers.
Chacun s’affaire à préparer la messe de minuit, où le père Abel souhaite que les familles des séminaristes soient invitées. Malgré le niveau décevant des répétitions et le manque d’enthousiasme des élèves du collège Saint-Stanislas pour se produire en public, Yann exhorte ceux-ci à chanter le cantus (le Veni Veni Emmanuel) sous sa direction à la messe de minuit.
Guillaume invite à la messe Mme Parillaud, la directrice du foyer de mères célibataires, et les pensionnaires, qui acceptent avec enthousiasme sauf Daphné, qui lui raconte par la suite son histoire de seconde d'un atelier de couture, alors que Raphaël essuie le refus de sa belle-sœur, qui sera avec sa propre famille.
Yann a la surprise de voir débarquer son amie scoute Fabienne, qui a rompu avec son fiancé et habite chez une cousine à Paris, le père Abel l’invite à la messe.
Lors d’une nouvelle visite du père Bosco, Zivka voit sur un nouveau scanner que la tumeur du cerveau a bien régressé ; cependant, l’ambiance entre eux est tendue et, quand elle met sa tête sur son épaule, il s’enfuit.
Les relations entre José et Raphaël sont très fraîches mais le second avance de l’argent au premier pour l’achat d’un Enfant Jésus pour la crèche de Noël, que José a involontairement cassé lors d'une discussion animée.
Envoyé en mission à Chartres, le père Valéry tombe sur le père Fromenger, qui se consacre à des traductions bibliques en chinois. Du fait d’une panne automobile, Valéry accompagne Fromenger pour la messe et le repas de Noël dans un couvent ami, où ils retrouvent Sœur Antonietta et de vieilles religieuses.
Le père Fromenger a postulé à nouveau le poste qui lui avait été proposé l’année précédente à Shanghai et a essuyé un refus. Une vieille religieuse reproche au père Valéry l’affaire des hosties de la Pierre-Levée, avant que Sœur Antonietta invite celui-ci à valser.
Alors que Raphaël vient le chercher pour la messe, le père Bosco lui confie un souvenir d’enfance douloureux lié à Noël et à sa mère.
Après avoir accueilli à la messe Mme Parillaud et ses pensionnaires, Guillaume va voir Daphné, restée seule au foyer. Après l’avoir insulté, Daphné perd les eaux et, avec l’assistance peu efficace d’Yvon, le nouveau permanent, Guillaume l’aide à accoucher d’une petite fille avant l’arrivée du SAMU.
Yann croyait que ses choristes ne viendraient pas, mais ils arrivent et c’est le miracle de la scène, accompagné par la guitare de Yann. Le père Sanchez des Augustins, enthousiasmé, propose que la chorale joue la pièce complète dans ses locaux.
Zivka est également là, discrètement installée à côté de la porte, après avoir suivi le Père Bosco.
Mgr Poileaux, qui a reçu une convocation au Vatican, est avec le père Soubiran et très impatient en attendant le retour du père Valéry. Il demande quelle est la superficie du séminaire des Capucins.
Dans la nuit, José rêve qu’il se lève de son fauteuil roulant et descend prier dans l’église.

#### Épisode 2.5
Dans la nuit de Noël, la chaudière tombe en panne. Au petit déjeuner, les pères annoncent la préparation du défilé de la Chandeleur et du concours d’homélies, tiré de l’Évangile selon Matthieu : « Je ne suis pas venu abolir mais accomplir les Écritures ».
Au foyer, Guillaume retrouve Daphné épanouie ; elle retourne avec sa fille chez ses parents et remercie Guillaume de tout ce qu’il a fait.
Yann retrouve Fabienne dans un café ; elle suit une psychothérapie et ne sait plus trop où elle en est. Il en est de même pour Yann, qui confie au père Cheminade qu’il a en même temps besoin et peur de ses camarades, qui sont renfermés sur eux-mêmes.
Raphaël, de plus en plus intrigué par l’ambiance tendue à la Conférence des évêques de France, apprend du père Soubiran que Mgr Poileaux va vendre le séminaire des Capucins et est parti présenter ses projets au Vatican avec le père Valéry ; bien sûr, Raphaël ne doit rien dire à ses camarades et aux pères.
Au Vatican, Mgr Poileaux et le père Valéry se font sermonner par Mgr Bergoglio puis par le pape, lequel finit par demander pour le Vatican une commission supérieure à celle qui avait été proposée pour la vente des Capucins… Au retour, Mgr Poileaux demande l’aide de Raphaël qui lui répond que la solution est indéfendable et que c’est au père Bosco que celui-ci doit parler.
En entretien à l’hôpital avec le Dr Schiffmann qui le suit, le père Bosco est appelé par le jeune Hugo qui va être opéré et se préoccupe de l’au-delà. Hugo meurt lors de l’opération et Bosco, qui retourne voir Zivka pour une séance de relaxation, déplore tant cette mort injuste que son incapacité à rassurer le jeune homme.
Le père Valéry soupçonne que le dossier du père Fromenger pour Shanghai a été bloqué par l’évêque de Chartres, Mgr Brulard. Encouragé par Sœur Antonietta, Fromenger va rencontrer ce dernier et, après une entrevue un peu électrique où il pense avoir gâché ses dernières chances, Antonietta lui apprend que sa candidature a été acceptée.
En allant à la librairie pour préparer la Chandeleur, Yann, Guillaume et quelques camarades tombent sur Emmanuel, maintenant installé en région parisienne et chargé de cours à Saint-Denis, qui leur a envoyé des courriels restés sans réponse. Juste après, Guillaume s’en veut d’avoir affiché une telle froideur.
Lors du concours d’homélies, Guillaume, Raphaël (le vainqueur) et José participent. Mais ce dernier a perdu son éloquence et se contente de quelques phrases hors sujet à propos de la résurrection de Lazare, rapprochée de son propre ressenti.
Après la procession de la Chandeleur, Yann fait des crêpes et les séminaristes se retrouvent assez éméchés dans la chambre de Guillaume, bientôt rejoints par le fouineur père Abel qui apporte de l’alcool de prune. L’ambiance devient graveleuse, au grand (mais muet) déplaisir de Guillaume et sous le regard inquisiteur d’Abel.

#### Épisode 2.6
Mgr Poileaux parle avec le père Bosco de la vente des Capucins, la solution la plus viable selon lui, impliquant une fusion avec un autre séminaire, et propose à Bosco un poste à l’Université catholique de Louvain. Bosco, qui y a justement étudié, est interloqué.
À la Conférence des évêques de France, le père Fromenger discute avec le père Valéry et Mgr Luneau, des Missions étrangères de Paris, de sa future mission à Shanghai ; ce dernier est ravi d’avoir trouvé un aussi bon négociateur sinisant, pour cette mission délicate d’au moins 4 ans où il devra être en contact à la fois avec l’Église officielle et l’Église clandestine.
Aux Capucins, José reçoit la visite de l’inspecteur Zouhak qui était déjà venu le voir au centre de rééducation, car on a arrêté ses deux agresseurs présumés, dont il présente les photos ainsi que celle de leur patronne, la veuve du Russe. José continue à plaider l’amnésie. Zouhak insiste sur la dangerosité de ces individus, qui ont déjà tué sans laisser de preuves et qui recommenceront s’ils sont libérés, et sur l’importance de la présence de José au procès, à Toulouse.
Raphaël est appelé par sa belle-sœur Anne-Cécile affolée, car l’une des jumelles a disparu du square après une dispute. Elle est finalement ramenée chez elle par des policiers après avoir voulu rentrer seule. Plus tard, Raphaël raconte à Anne-Cécile les affaires du séminaire et ils s’embrassent fougueusement.
Mgr de Virieux annonce à Mgr Poileaux un débat difficile sur ses projets immobiliers. Peu après, ce dernier reçoit la visite de Mohamed Ben Ajjaj, l’acquéreur qatari, qui s’avère être un francophone en complet, mais est impatient de visiter les Capucins.
Yann et le père Abel retrouvent le père Sanchez des Augustins, qui disait avoir de grands projets chorals après le concert de Noël, pour écouter un chœur d’adultes de haut niveau, les Fiat Lux. Quand Yann propose que la chorale des collégiens se joigne aux Fiat Lux, ces derniers se moquent de lui. Yann réalise qu’Abel l’a mené en bateau, se dispute avec lui et claque la porte.
Après la messe en petit comité qui suit, Zivka va voir Bosco en disant qu’elle ressent quelque chose de très fort en sa présence et avoue qu’elle est venue depuis Noël après l’avoir suivi. Bosco lui demande de ne plus revenir.
Au jardin du Luxembourg, José retrouve avec émotion le père Fromenger et lui parle du procès. Il lui avoue plus tard sa peur de revoir le fils du Russe et son regard glacial. Fromenger lui annonce qu’ils iront ensemble à Toulouse et que José ne peut pas refuser cela à celui qui l’a accueilli aux Capucins.
Toujours sous pression, Guillaume va passer la soirée dans une boîte gay, puis la nuit avec Boris, un ami de rencontre. Il revient à l’heure pour la messe de l’Annonciation, où le père Bosco annonce… la vente du séminaire, au grand désarroi des participants. Pendant ce temps, le père Fromenger apprend la nouvelle par le père Valéry.

#### Épisode 2.7
Lors de la messe du Vendredi saint, un tapage extérieur fait sortir le père Bosco, qui tombe sur une équipe chargée d’évaluer les travaux et de préparer la visite de M. Ben Ajjaj, envoyée par le père Valéry. En rendant visite à celui-ci, Bosco apprend avec une indignation croissante que l’acquéreur viendra visiter le séminaire le jour de Pâques et que Mgr Poileaux exige que celui-ci soit vide.
Guillaume fait des photos-souvenirs avec ses camarades et les pères. Il confie à Yann son regret que l’Église exclue l’amour d’un seul au profit de l’amour de tous, même s’il a fait son choix.
À Toulouse avec le Père Fromenger, José songe à rentrer chez les trappistes, ce que Fromenger estime contraire à sa personnalité. José est confronté seul au fils du Russe, qui a avoué avoir décidé de son assassinat manqué, tandis que sa mère déclare également avoir donné l’ordre. José confirme la version de la mère, malgré les protestations de l’enfant. Après cette séance éprouvante, le père Fromenger l’étreint.
Raphaël évite désormais de se retrouver seul avec sa belle-sœur. À la Conférence des évêques de France, où Mgr Poileaux prépare les conditions d’un vote favorable en recevant individuellement chacun des 122 évêques, le père Soubiran demande à Raphaël de « descendre » le père Fromenger, provoquant le refus indigné de Raphaël.
Tandis que les séminaristes et les pères sont à Notre-Dame pour la messe de Pâques, le père Bosco, qui attend M. Ben Ajjaj, découvre José, qui n’a pas voulu quitter le séminaire et conjure Bosco de ne pas laisser disparaître celui-ci. M. Ben Ajjaj arrive avec deux associés et le père Valéry, et José lui demande ce qu’il compte faire des Capucins, Ben Ajjaj lui promet qu'il priera pour son avenir. Bosco avoue à José : « Je pensais être un serviteur, je ne suis qu'un valet ».
Yann est poursuivi par les assiduités de Fabienne qui l’invite à dîner en tête à tête. Cherchant un accompagnateur et avançant la rencontre au déjeuner, Yann entraîne Matthieu, un jeune architecte venu dans le cadre des travaux du séminaire avec qui il a sympathisé. Fabienne fait grise mine, mais il s’avère que Matthieu suit également une psychothérapie et ils entrent en grande discussion sur le sujet, de sorte qu'Yann peut retourner tranquillement en cours.
Guillaume retourne voir sa famille et propose à sa mère et à Gaspard d’être témoin pour leur mariage, qui aura lieu au printemps. La famille propose d’inviter ses amis des Capucins. Guillaume recontacte Emmanuel et l’invite au mariage.
Le Père Fromenger remet en question son séjour à Shanghai et se promet de dire ce qu’il pense avant le vote à la Conférence des évêques de France mais le père Valéry le menace, s’il dit quoi que ce soit, que les portes de l’Église soient fermées pour José.
La conférence commence tandis que les séminaristes et les pères la suivent grâce au compte Twitter d'un ami de Jean-Bernard, rapporteur à la Conférence des évêques de France. Après l’exposé de Mgr Poileaux, le père Fromenger se tait, mais le père Bosco se lance dans un vibrant plaidoyer en faveur du séminaire des Capucins, que tous les évêques connaissent, dont un tiers ont été les élèves, et qui évoque la main tendue du père Fromenger qui lui a tout appris. Il conclut : « Si le séminaire disparaît, c’est une partie de nous qui disparaît. Peut-on vendre une partie de soi ? ».
En attendant le résultat du vote, les séminaristes forment une chaîne en joignant leurs mains.

#### Épisode 2.8
Le vote a confirmé la vente des Capucins. Mgr Luneau annonce au père Fromenger qu’il doit prendre sa décision pour Shanghai au plus tard à la Pentecôte. Jean-Bernard et Aulien souhaitent ardemment que leur ordination ait lieu aux Capucins, le père Bosco transmet la demande à Mgr Poileaux qui doit présider la cérémonie. Auparavant, il a rencontré Mgr Poileaux et son « staff », Raphaël inclus, pour la préparation d’une conférence de presse, où son discours a été écrit à l’avance.
Lors du conseil des pères, Bosco fait part de la fusion avec le séminaire de Fontenay, de la promotion du père Abel en tant que directeur des études et de la mise à la retraite du père Cheminade ; celui-ci réalise trop tard qu’Abel était un « serpent ». Les séminaristes, menés par Yann, sont révoltés par cette mise à l’écart, et le père Bosco fait un malaise pendant la confrontation.
Accompagné de Raphaël, Bosco revoit le Dr Schiffmann qui lui annonce que sa tumeur du cerveau a beaucoup régressé et qu’il faut opérer rapidement. Bosco demande un petit délai, après quoi il sera à la disposition du médecin.
En visite dans sa famille, Guillaume trouve Emmanuel en train de les conseiller pour la location d’une salle pour le jour du mariage, qui risque d’être reporté pour des raisons de coût.
La belle-sœur de Raphaël lui demande d’être le tuteur de ses nièces, tandis que Mgr Poileaux lui propose de l’envoyer à Rome où il finira ses études. En prière dans l’église du séminaire, Raphaël est rejoint par Yann, José, Guillaume et le père Bosco. Celui-ci déplore la volonté de les disperser, comme si on voulait effacer toute trace de l'esprit des Capucins, et se remémore l’histoire de Carthage, où les destructeurs ont semé du sel pour que rien ne repousse.
Emmanuel emmène Guillaume et sa famille près de Chantilly pour visiter le lieu où se déroulera le mariage.
Guillaume veut s'assurer que les attentions d'Emmanuel envers sa famille ne sont pas un moyen de le reconquérir car il ira au bout de son chemin avec Dieu et n'a rien à lui offrir sinon une histoire « pourrie », secrète, en marge d'une vie consacrée aux autres.
Alors que l’acte de vente est signé entre Mgr Poileaux et M. Ben Ajjaj, Mgr Gandz s’alarme de ce que la commission versée au Vatican soit inférieure à celle qui avait été envisagée mais jamais écrite noir sur blanc… Il devine que la différence correspond à un don de M. Ben Ajjaj à l'ordre de saint Vincent de Paul, selon le souhait de Mgr Poileaux.
L’ordination de Jean-Bernard, Aulien et de deux autres séminaristes aux Capucins arrive. José parle avec Raphaël, qui est venu le chercher, du Carmel, dont celui-ci a une très bonne opinion. Antonietta, qui va prendre la direction d'un centre de formation, est là, mais pas le père Fromenger qui, après beaucoup d'hésitations, part pour Shanghai. Au moment de parler, le père Bosco a un malaise, mais se reprend vite et passe la parole à José, qui incite ses camarades à rester unis, et déclare : « Ensemble, nous irons dans cette Église qui nous accueille et nous comprend si mal, et nous la changerons ». La cérémonie se poursuit sans incident.
Raphaël parle avec ses nièces de son prochain voyage, disant qu’il sera toujours proche d’elles, avant d’aller signer les papiers de tutelle.
Le père Bosco va revoir Zivka en lui demandant pardon de l’avoir renvoyée brutalement, ils restent quelques instants front contre front. On le retrouve à l’hôpital en tenue stérile.
Enfin, c’est le mariage de Mme Morvan et Gaspard ; Yann, José, Emmanuel et Corentin sont là. Emmanuel va voir Guillaume et lui indique qu'il a réfléchi à sa proposition et qu'il est d'accord pour vivre avec lui un amour caché. L’épisode s’achève sur une ronde collective et le sourire de José, même s’il est à côté et non à l’intérieur de la chaîne.

### Saison 3
Une troisième saison a été envisagée dès novembre 2012. À la date de septembre 2013, Véronique Cayla a annoncé qu'elle était déjà commandée. Le tournage a commencé en août 2014 à Paris, puis entre octobre et décembre 2014 à La Rochelle et à l’île de Ré pour s'achever à Paris en février 2015.
La diffusion de la troisième saison débute le jeudi 8 octobre 2015 sur la chaîne de télévision Arte.

#### Épisode 3.1
Quatre ans ont passé depuis la vente des Capucins. Dans un parking du Vatican, le père Fromenger discute avec un autre homme et la gouvernante du pape d’un certain Oméga mêlé à un scandale financier.
Guillaume et Yann, maintenant prêtres, et José, qui va recevoir l’ordination sous peu, rejoignent leurs paroisses respectives, à Ussy-Saint-Germain en banlieue parisienne, à Plugneau en Bretagne et à Toulouse.
Guillaume se retrouve en tandem avec un collègue africain, le père Nyangah, pour assister le père Chalumeau, qui les prend tous les deux de haut avant de favoriser le père Nyangah, plus docile. Alors que Guillaume devait dire l’homélie à la messe du dimanche, la nuit précédente passée avec Emmanuel et un retard involontaire de réveil le font revenir après la messe et déclenchent les foudres du père Chalumeau.
José, futur prêtre en titre, découvre un conseil paroissial régenté par l’autoritaire Mme Valadon, qui, après un sursis suggéré par José, finit par renvoyer Marine, la secrétaire de la paroisse ; il reçoit la visite d’Élie, son ami du centre de rééducation.
Yann assiste le père Valliers et, en son absence, accueille un couple désuni, Sandrine et Romain Charles, que le père Valliers entend rapprocher à l’issue d’une messe où Yann a dit l’homélie. Entre-temps, à l’issue d’un cours de judo donné aux enfants de la paroisse par le prêtre, Yann a entendu un garçon qui demandait à un autre de ne pas le laisser seul avec le père Valliers. Après la messe, Yann les rejoint et apprend, bouleversé, que le prêtre a eu des pratiques pédophiles avec l’enfant.
À la Conférence des évêques de France, que Mgr Poileaux se prépare à quitter pour retourner à Limoges, le père Fromenger vient pour régler des problèmes pour sa retraite, tombe sur Sœur Antonietta et le père Abel et retrouve le père Bosco qui travaille aux archives. Il est en fait venu voir Mgr Poileaux, à qui il confie : « Nous avons besoin de vous ».

#### Épisode 3.2
Yann est venu voir l’évêque, qui lui demande huit jours pour parler avec le père Valliers.
Le père Fromenger vient relancer Mgr Poileaux et lui demande de sauver le pape en présentant sa candidature au poste qui va se libérer au Vatican.
À l’anniversaire d’Emmanuel, Guillaume retrouve le séminariste Corentin mais voit le secret de leur liaison révélé par Luc, un ami alcoolique d’Emmanuel.
À Toulouse, l’ordination de José rassemble les anciens des Capucins : le père Fromenger, sœur Antonietta, Guillaume, et Yann. Le père Bosco, resté à Paris, lui offre un livre personnel, Raphaël l’appelle après la cérémonie et Yann a insisté pour que le père Valliers l’accompagne, participe à l’ordination et connaisse ses amis, tout en le surveillant. Lors de la fête qui suit, Yann s’alarme en voyant que le père Valliers a disparu, mais le retrouve dans l’église, où le prêtre lui avoue avoir traversé une période de grande solitude.
Lors de la messe qui suit son ordination, malgré les encouragements que lui avait donnés le père Fromenger concernant son homélie où il racontait son histoire, José n’arrive pas à lire celle-ci. À la Conférence des évêques de France, le scandale financier du Vatican est révélé. De retour à Plugneau au petit matin, Yann et le père Valliers entrent dans la gendarmerie.

#### Épisode 3.3
Yann se fait chapitrer par l’évêque qui lui demande de ne rien dire à la presse et de se planquer jusqu’à résolution du scandale, qui est maintenant connu à la Conférence des évêques de France, il est également pris à partie par des paroissiens mécontents. La gendarmerie perquisitionne la maison du père Valliers et emporte son ordinateur. Venu confier ses soucis à son amie Fabienne, Yann se heurte aux préjugés du voisin de celle-ci, Laurent, et repart.
Guillaume, qui doit s’occuper de la désacralisation d’une église fermée, découvre dans la cuisine un message « Dieu se cache ».
José joue au basket avec Élie et des jeunes en difficulté dont celui-ci s’occupe ; parmi eux, Tom se signale par son comportement agressif, il risque d’aller en centre éducatif fermé.
Revenu voir Mgr Poileaux, le père Fromenger obtient l’accord de ce dernier pour le poste du Vatican, à condition de rester toujours à ses côtés. C’est alors que le père Fromenger a un malaise qui s’avère fatal.
À Paris, Yann, José, Guillaume, Emmanuel et Corentin se retrouvent à la veille de l’enterrement du père Fromenger. Au cimetière où ils retrouvent d’anciens professeurs des Capucins, l’éloge est prononcé par Mgr Poileaux et le père Bosco.
Revenu à Plugneau, Yann expulse de l’église une journaliste qui voulait le faire parler, mais décide de rester quand la paroissienne qui l’avait pris à partie le supplie de rester pour assurer la messe. Guillaume recueille dans l’église désaffectée des passagers surpris par une panne d’autobus par temps de pluie. José propose que sa paroisse accueille Tom et lui donne une nouvelle chance.
Après avoir supervisé le déménagement de son bureau, Mgr Poileaux avise un livre oublié, où il trouve le message : « Êtes-vous prêt ? Je vous donne rendez-vous demain au lever du jour », signé O.

#### Épisode 3.4
Lors d’un entretien télévisé, le père Abel déclare que l’Église de France n’a pas à se repentir des actes du père Valliers, ce qui choque ses confrères et consœurs. Mgr Poileaux est introduit dans un groupe secret qui vise à contrer le clan conservateur du Vatican regroupé autour de Mgr Gandz.
À Plugneau, la mairie retire à Yann la salle qui servait au catéchisme ; alors que ce dernier allait se replier au presbytère, Yann décide de le suspendre jusqu’à ce que les enfants aient récupéré de leur traumatisme.
Après un premier essai infructueux, Guillaume obtient une benne de la municipalité pour vider l’église désaffectée qui doit être détruite, et découvre une chambre et le journal intime de son occupant, qui se demande : « Est-ce que Dieu est toujours ici ? ».
José accueille Tom qui va s’installer chez lui, en lui confiant des activités qui doivent l’occuper sainement. Mais Tom retrouve d’anciens camarades alors qu’il était censé travailler, puis se dispute avec José en lui parlant de sa famille et le renverse de son fauteuil roulant.

#### Épisode 3.5
À Toulouse, le conseil paroissial est toujours réticent à donner une vraie mission à Tom.
À Ussy-saint-Germain, Guillaume continue à lire le journal intime de l’ancien assistant du père Chalumeau et découvre les doutes du diariste quant à sa foi.
À Plugneau, la convocation à la gendarmerie de Gilles, assistant du père Valliers et témoin de ses actes pédophiles, met la communauté en émoi et finit par provoquer une bagarre dans l’église. Yann, lassé, quitte la Bretagne pour passer quelques jours chez José.
Le père Abel fait preuve de sollicitude envers sœur Antonietta, victime d’anorexie depuis le décès du père Fromenger, qui l’avait guérie à vingt ans de ce même problème.
À Rome, le voyage secret de Mgr Poileaux, accompagné du père Valéry, est ébruité par la presse. Ils tombent sur Raphaël qui travaille à la Curie et fait en sorte que Mgr Poileaux puisse voir le pape. Celui-ci est fatigué et Mgr Poileaux lui suggère de démissionner. Mais, au retour, nos voyageurs apprennent que le pape vient de mourir.

#### Épisode 3.6
À Toulouse, le conseil paroissial organise une soirée de collecte de fonds pour la construction d’une maison Charles-de-Foucauld. En l’absence de Yann, qui a suggéré de faire des crêpes mais que José a incité à retourner à Plugneau pour affronter la réalité, Tom est chargé de leur confection.
Une maladie du père Chalumeau et l’absence du père Nyanga amènent Guillaume à préparer une homélie pour la prochaine messe, mais pour finir le père Chalumeau se rétablit.
Le père Abel lutte contre les sentiments que lui inspire sœur Antonietta.
Mgr Poileaux souhaite exprimer les regrets de l’Église pour l’affaire Valliers et vient avec le père Valéry rencontrer Yann tout juste revenu de Toulouse ; celui-ci leur expose son découragement devant les tensions et les haines dans la communauté. Mgr Poileaux dirige une cérémonie de réconciliation devant l’église.

#### Épisode 3.7
Guillaume a ouvert les portes de l'église qui doit être détruite à des travailleurs musulmans qui font leurs prières dans la rue. Le père Chalumeau découvre les faits et met Guillaume à l'amende. Guillaume demande le soutien de ses amis pour préparer sa convocation chez l’évêque de son diocèse. 
José prend la défense de Tom, confronté à une accusation de vol de la part des paroissiens : lors de la collecte de fonds, de l'argent a disparu.
Le père Bosco tente de reprendre contact avec Zivka.
Le père Abel prépare le mandat du successeur de Mgr Poileaux à la tête de la Conférence des évêques de France. Mais avant la fin de son mandat, Mgr Poileaux doit se rendre à Rome pour le conclave. Pressenti pour être papable, il subit la pression du groupe conservateur.

#### Épisode 3.8
Guillaume a obtenu de dire une dernière messe avant la destruction de l'église d'Ussy. Pendant ce temps, Yann doit prendre une décision concernant son avenir à Plugneaux. À Toulouse, Tom a restitué les fonds et la plainte du conseil paroissial a été retirée, mais l'information a circulé et contre la volonté de José, Tom part en centre éducatif fermé.
Le père Bosco vient au secours de sœur Antonietta, en pleine rechute. Le père Abel se met sur leur chemin, mais sœur Antonietta parvient à se libérer de son emprise.
À Noël, José, Yann et Guillaume conduisent la messe, chacun dans leur paroisse. C'est enfin l'occasion pour Guillaume de présider l'eucharistie. Dans la foulée, il doit désacraliser l'église.
Mgr Poileaux n'a pas été élu. Dégagé de ses obligations, il se questionne sur l’avenir de l’Église et veut tout faire pour maintenir « l'esprit des Capucins ». Le père Valéry lui remet la liste des derniers séminaristes des Capucins à avoir été ordonnés : Yann, José, Guillaume, Raphaël, pour que l'histoire continue.

## Audience

### Saison 1
| Épisodes | Date de diffusion       | Nombre de téléspectateurs |
| -------- | ----------------------- | ------------------------- |
| 1 et 2   | Jeudi 11 octobre 2012   | 1,5 et 1,4 million        |
| 3 et 4   | Jeudi 18 octobre 2012   | 1,4 et 1,3 million        |
| 5 et 6   | Jeudi 25 octobre 2012   | 1,25 et 1,2 million,      |
| 7 et 8   | Jeudi 1er novembre 2012 | 1,1 et 1,1 million        |

En outre, au 5 novembre 2012, on relevait précisément 686 863 consultations en différé (catch-up) sur le service ARTE+7 et d'autres sites web pour l'ensemble des épisodes.

### Saison 2
| Épisodes | Date de diffusion     | Nombre de téléspectateurs |
| -------- | --------------------- | ------------------------- |
| 1 et 2   | Jeudi 2 octobre 2014  | 0,99 et 0,83 million      |
| 3 et 4   | Jeudi 9 octobre 2014  | 0,81 million (moyenne)    |
| 5 et 6   | Jeudi 16 octobre 2014 | 0,74 million (moyenne)    |
| 7 et 8   | Jeudi 23 octobre 2014 | 0,63 million (moyenne)    |

### Saison 3
| Épisodes  | Date de diffusion     | Nombre de téléspectateurs |
| --------- | --------------------- | ------------------------- |
| 1, 2 et 3 | Jeudi 8 octobre 2015  | 0,83 million (moyenne)    |
| 4, 5 et 6 | Jeudi 15 octobre 2015 | 0,77 million (moyenne)    |
| 7 et 8    | Jeudi 22 octobre 2015 | 0,85 million (moyenne)    |

## Réactions et polémiques

### Saison 1
La série connaît un accueil critique globalement positif. Pour Les Inrocks, qui lui consacre plusieurs articles, la série est « une révélation » et « le miracle a eu lieu ». Le Point souligne la mise en scène des rapports humains et des inévitables tensions dans une petite communauté humaine, sans angélisme. Pour Télérama, les tourments d'aspirants prêtres peuvent se révéler aussi palpitants que les tribulations de Jack Bauer ou les vicissitudes de la famille Soprano : « En restituant toute la complexité de leur engagement radical, la série frappe fort ». Pour Le Nouvel Observateur, plus réservé, la série propose un « décryptage des rouages de l'Église », malgré le scénario jugé peu subtil. Enfin, Le Monde, qui lui consacre sa une quelques jours avant la diffusion, explique cette réussite par le potentiel romanesque et le quasi anachronisme du sujet dans la société du XXIe siècle : « Les huit épisodes montrent des hommes de foi ordinaires et contemporains, d'impeccables héros d'une série qui ne manque pas de grâce ».
En revanche, dans Le Figaro, Jean-Marie Guénois, chroniqueur Religions, critique vivement la série : « Non seulement cette série travestit une réalité mais elle est une antithèse du christianisme puisque son ressort n'est pas l'amour pour le Christ mais la volonté humaine. Ces jeunes hommes ne sont pas des apprentis chrétiens mais des apprentis stoïciens qui, par leur propre volonté, vont tenter d'atteindre un idéal. Pas étonnant donc que la plupart échouent face aux tentations de la vie. ». Dans la suite de l'article, Jean-Marie Guénois dévoile le dénouement du parcours des personnages principaux. Selon lui, le moteur de la série reste le « scandale » et la « caricature à l’extrême », qu’il reconnaît comme « l’ingrédient de toute fiction », causée selon lui par « une imposture : mettre à la place du christianisme ce qui n’est pas le christianisme ».
Sur internet, l’abbé Pierre Amar, prêtre catholique du diocèse de Versailles, juge sur Padreblog la série peu crédible : « on n’y retrouve rien ou pas grand chose de la vraie vie du séminaire. » Il relève quelques scènes caricaturales, une réalisation soignée mais au scénario ennuyeux et pesant. Il critique également la campagne de promotion jugée provocante. À l'invitation de Jean-Marc Morandini, il développe en direct son propos sur Europe 1 lors de l'émission "Le grand direct des médias" du 11 octobre 2012 et déclare : "il y avait un super sujet à traiter mais au final c'est lent et ennuyeux". Mgr Bernard Podvin, porte-parole des évêques de France, critique également la série sur le site de l’Église catholique de France : « Est-ce parce que c’est une fiction que le scénario cède, hélas, le pas à la caricature outrancière ? Oui, les candidats au sacerdoce rencontrent le défi d’unifier leur vie sur une ligne de crête existentielle. Mais pas dans cette ambiance psychotisante. Pas dans cette relation primaire avec l’absolu ».
Enfin, un petit groupe de jeunes a profité de ce que les réalisateurs de la série n'avaient pas réservé le nom de domaine pour ouvrir le site www.ainsisoientils.com. Ce site analyse la série selon une vision catholique et ajoute du contenu sur les questions qui se posent à propos des séminaristes (l'engagement, la sexualité, etc.) en vidéo ou en textes. Le créateur de la série, Bruno Nahon, reproche à ce site d'avoir dévoilé l'intrigue.

### Saison 2
Deux ans plus tard, la saison 2 reçoit un accueil très favorable de la presse, la plupart des articles notant que la série, déjà prometteuse, a fait un bond en avant. Pour Les Inrocks, la série est « encore plus aboutie ». Pour L'Humanité, les huit épisodes sont « encore meilleurs que les précédents ». Pour Le Monde, « ne pas regarder serait presque pécher ». Pierre Sérisier y écrit qu'Arte « livre huit épisodes qui dépassent et approfondissent la première partie diffusée il y a déjà deux ans. Les auteurs ont acquis une assurance, une maturité et une subtilité libératrices et jubilatoires portées par la performance de Thierry Gimenez et de Jacques Bonnaffé ». Pour La Croix, plus modéré, les huit épisodes « accentuent les qualités humaines de la série sans en corriger certains défauts » et malgré une surexploitation des interrogations sexuelles et affectives, la série « met bien en lumière la grandeur et la rudesse d’un choix radical de vie » en s’appuyant dans cette entreprise « sur des comédiens au jeu juste ».

### Saison 3
L'année suivante, la 3e et ultime saison reçoit encore un accueil extrêmement enthousiaste de la presse. Pour Libération, « l'ultime saison est une réussite : elle commence par une remise en jeu audacieuse et culmine vers un dernier épisode magistral. ». Pour Le Parisien, « l'une des meilleures séries françaises s'apprête à tirer sa révérence. Sublime. ». Le Monde parle de « petit miracle : on quitte avec regret tous ces personnages qui ont grandi sous nos yeux. ». Pour Les Inrocks, « cohérente, vivante, ambitieuse, la série aura réussi à devenir l’une des productions françaises les plus intéressantes de la décennie. ». Pour Télérama, « cet ultime chapitre referme en beauté un récit ambitieux, plein d'humanité et de pudeur : Ainsi soient-ils restera un modèle de réussite pour les séries françaises. ».
Les blogueurs ne sont pas en reste : pour Pierre Sérisier (Le Monde des Séries), « dire que la saison 3 d'Ainsi soient-ils est réussie est peu dire : le mieux est de regarder. ». Pour Stéphane Bernault (Les Plumes Asthmatiques), « rare est une série française qui nous aura autant bouleversés. ». Dans La Chronique de Cliffhanger, Fred Teper veut dire « merci, mille fois merci pour cette splendide série. ». Enfin, pour Manuel Raynaud (Dimension Series), « quand une série devient grande, on ne veut pas lui dire adieu. ».

## Distinctions
- Prix de la meilleure série française - Séries Mania 2012[64]
- Sélectionné au Roma Fiction Festival 2012[65]
- Prix de la meilleure série française - Séries Mania 2014[66]
- Laurier de la Série - Lauriers de la Radio et de la Télévision 2014[67]